# Obelisco de Lansdowne
El obelisco de Lansdowne es un monumento pétreo situado en la colina de Cherhill en Wiltshire, Inglaterra. El obelisco, de 38 metros de altura, fue erigido en 1845 por Henry Petty-Fitzmaurice, 3.er marqués de Lansdowne, a partir de un diseño de Charles Barry, como homenaje a su antepasado, William Petty (1623–1687), economista, científico y filósofo, cofundador de la Royal Society. 
El monumento fue catalogado en 1986 por la «Comisión de Edificios y Monumentos Históricos de Inglaterra» con el grado II* de protección y restaurado por el National Trust en 1990. A pesar de ello, en 2010 se instaló un vallado perimetral para proteger a los visitantes de la potencial caída de cascotes.